# Eva Sakálová
Eva Sakálová (* 9. května 1985 Bratislava, Československo) je slovenská herečka.

## Kariéra
Již v šestnácti letech si poprvé zahrála v Radošinském naivném divadle. Brzy nato ve Slovenském národním divadle Alici v Zázračné krajině.
V červenci 2007 dostudovala Vysokou školu múzických umění v Bratislavě, obor herectví. Poté působila Slovenském národním divadle, kde hrála v představeních Tančiareň, Popol a vášeň, Úklady a láska. V prosinci 2007 začala vystupovat v Radošinském naivném divadle, kde hrála v představení Veľké Ilúzie v režii Juraje Nvoty.
Na Slovensku se stala známou především svou rolí Lenky ve slovenské verzi seriálu Ordinace v růžové zahradě, Ordinácia v ružovej záhrade, v Česku pak rolí Marie v seriálu Dokonalý svět (2010).
V letech 2008–2010 hrála ve slovenském muzikálu Producenti švédskou divadelní herečku Ullu.

## Osobní život
Eva Sakálová má sestru Alici.

## Filmografie
- Ordinácia v ružovej záhrade (TV seriál, 2007)
- Velký respekt (2008)
- Malé oslavy (2008)
- Kriminálka Staré Město (TV seriál, 2010)
- Dokonalý svět (TV seriál, 2010)[5]
- 7 dní hříchu (2012)
- Dr. Dokonalý (TV seriál, 2013)
- Vojtěch (2015)
- Skutečné příběhy (TV seriál, 2016)
- Prázdniny (TV seriál, 2017)
- Inspektor Max (TV seriál, 2018)
- Uzly a pomeranče (2019)
- Vier Saiten (2019)
- Show (2022)[6]